# Pyras
Pyras ist ein Gemeindeteil des Marktes Thalmässing im Landkreis Roth (Mittelfranken, Bayern). Die Gemarkung Pyras hat eine Fläche von 3,154 km². Sie ist in 463 Flurstücke aufgeteilt, die eine durchschnittliche Flurstücksfläche von 6812,02 m² haben.

## Geographische Lage
Das Dorf liegt rund sieben Kilometer nördlich vom Hauptort Thalmässing und knapp fünf Kilometer südlich der Stadt Hilpoltstein. Der Minbach, ein Zufluss der Roth, fließt im Norden am Ort vorbei.

## Geschichte
13. Jahrhundert:
In der ersten urkundlichen Erwähnung aus dem Jahr 1297 wurde Pyras mittelhochdeutsch als Biraiz bezeichnet. Bis zum Jahr 1582 finden sich in Urkunden weitere 16 ähnliche Namensformen. Davon ausgehend werden vier unterschiedliche Thesen vertreten, welche ursprüngliche Bedeutung der Ortsname Biraiz gehabt habe. Biraiz wird dabei als Genitiv eines Namens, z. B. von Perhat („Perhats“) oder von Pirhat („Pirhats“) gesehen oder in zweierlei Weise in jeweils zwei Wortbestandteile getrennt. Bir und aiz wurden als „des Wildes Weide“, „Weideplatz am Birnbaum“ und „Weidefläche des Bero, Bera oder Biri(n)“, Bir und (r)aiz dagegen als Stelle des „Bärenrisses“  gedeutet. Später, bis vor etwa 200 Jahren, wurde der Name durchweg Byrras geschrieben.
17. Jahrhundert:
Das Dorf wurde im Dreißigjährigen Krieg um 1631–1648 völlig zerstört. In den 1650er Jahren wurde eine Niederlassung von österreichischen Exulanten im Ort verzeichnet, welche aus Glaubensgründen aus ihrer Heimat vertrieben wurden und sich hier mit verbliebenen Einheimischen neu ansiedelten.
19. Jahrhundert:
Pyras gehört jeher zur evangelischen Kirchengemeinde des benachbarten Ortes Eysölden. So wurden beispielsweise von Pyrasern im Jahr 1863 der Kronleuchter sowie die Eysöldener Kirchenbibel gestiftet. Das einer Kirche oder Kapelle ähnelnde Wahrzeichen von Pyras wurde 1864 erbaut und besitzt einen Glockenturm mit Uhr. Es wurde als Gemeinde-, Feuerwehrgeräte- oder (so auch heute) als Wohnhaus genutzt.
Zu Pyras gehörten um die 1860er Jahre sechs Höfe. Der Schrötzenhof, Löffelhof, Vogthof, Lotterhof sowie der Heindl- und Zereshof. Wegen der unmittelbaren Grenznähe zur Oberpfalz gehörte Pyras zwar bereits zu Mittelfranken (bayerisches Gebiet Greding und Bezirksamt Beilngries), die zugehörigen Höfe jedoch zum damals oberpfälzischen Hilpoltstein (Bezirksamt Neumarkt). 1880 wurde diese Grenze begradigt und Richtung Osten verlegt. Das neu entstandene Bezirksamt Hilpoltstein (später Landkreis Hilpoltstein) nahm Pyras damit auf. 
20. Jahrhundert:

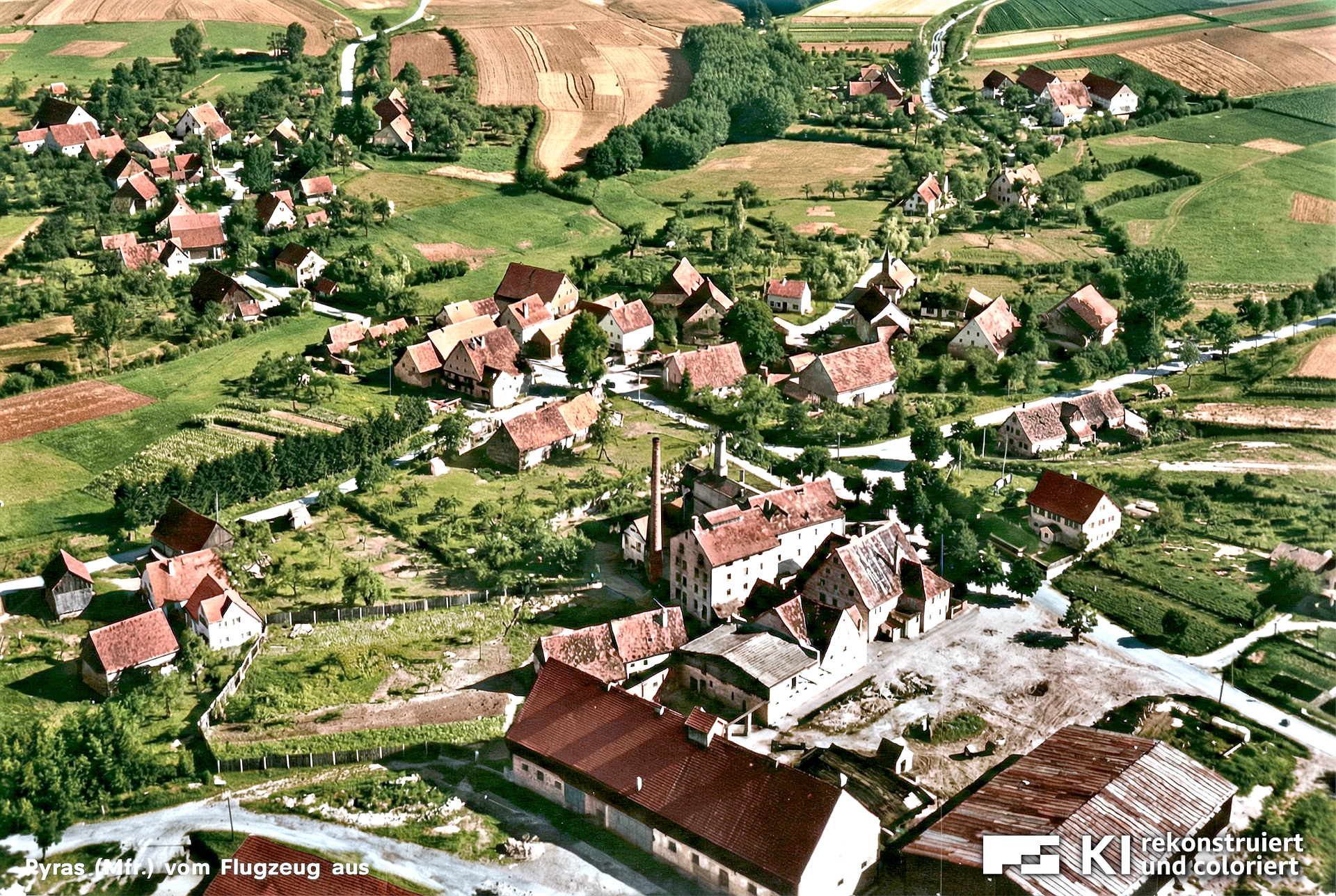
Historische Luftaufnahme von Pyras mit alter Brauerei im Vordergrund.

Aus der Zeit des Zweiten Weltkrieges, dem Jahr 1938, sind bauliche Überbleibsel einer Tunnelröhre, zweier Brückenpfeiler sowie eines begonnenen Fundaments der verworfenen Mindorfer Linie des Main-Donau-Kanals bis heute erhalten.
Die ehemals eigenständige Gemeinde wurde im Zuge der Gemeindegebietsreform am 1. Juli 1972 in den Markt Eysölden und am 1. Mai 1978 zusammen mit diesem nach Thalmässing eingegliedert. Mit der Auflösung des Landkreises Hilpoltstein wurde der Ort in den Landkreis Roth aufgenommen.
Zum 700-jährigen Jubiläum 1997 wurde eine Dorfchronik erstellt, im Sommer desselben Jahres fand eine große 700-Jahr-Feier statt.

## Wirtschaft und Infrastruktur

### Wirtschaft
- Innerorts: Das Dorf ist landwirtschaftlich geprägt. Neben diversen Kleinbetrieben spielt die Pyraser Landbrauerei eine bedeutende Rolle.
- Außerorts: An der Verbindungsstraße nach Hilpoltstein befinden sich der "Recyclinghof Pyras"[17] sowie mehrere Sandgruben und Baggerseen zur Gewinnung von "Pyraser Quarzsand". Weitere Areale dienen der Lagerung und dem Vertrieb von Massenrohstoffen für Bauunternehmen.

### Technische Infrastruktur
- Strom: Die erste Stromanbindung erfolgte 1926 noch an die bereits versorgte Brauerei Bernreuther. Im Jahr 1941 wurde eine separate Stromanbindung durch das Fränkische Überlandwerk (heute "N-ERGIE") installiert.[18] 2014 wurde eine Photovoltaikanlage nahe der Brauerei errichtet. Die PV-Anlage besteht aus 984 Modulen, die in 41 Einheiten zu je 24 Modulen mit je 12 Metern Länge und 3,20 Metern Breite zusammengefasst sind.[19]
- Wasser: Zunächst wurde das Dorf von einem der örtlichen Brunnen versorgt. 1961 wurde eine Gruppenwasserversorgungsanlage gemeinsam mit den Orten Jahrsdorf, Lay, Karm und Pierheim vereinbart.[20] Das Abwasser wurde zunächst in Zisternen auf den jeweiligen Grundstücken gesammelt und von dort regelmäßig entleert. Ende der 1990er Jahre wurde ein Ortskanalnetz verlegt und damit der gesamte Ort an die bereits bestehende Kläranlage der Brauerei angeschlossen.
- Verkehrsanbindung: Durch Pyras führt die Kreisstraße RH 24. Von dieser zweigt die Kreisstraße RH 25 in Richtung der 3,5 km östlich verlaufenden Autobahn A 9 ab (Auffahrt 56 Hilpoltstein).
- Individualverkehr: Der Radwanderweg Nürnberg–Rothsee–Altmühltal sowie der Jakobsweg Nürnberg–Eichstätt durchqueren den Ort.

### Soziale Infrastruktur
- Sport und Freizeit: Pyras verfügt über einen Fußball- sowie einen Beachvolleyball- und einen Kinderspielplatz. Auf den Weihern des Ortes kann man in den Wintermonaten Schlittschuh laufen oder Eisstock schießen.

- Dorfzentrum: Nach der Schließung der Gastwirtschaft für die Öffentlichkeit wurde im Zuge eines laufenden Dorferneuerungs-Programms eine neue Ortsmitte (bestehend aus Gemeinschafts- und Feuerwehrhaus mit angrenzendem Dorfplatz) durch ein Team aus Architekten und Einwohnern ausgearbeitet. Im November 2018 wurde das Ergebnis vorgestellt. Das Projekt befindet sich derzeit in Planung und soll staatliche finanzielle Förderungen erhalten.

## Vereine
- Freiwillige Feuerwehr Pyras, Gründung 1874[21]
- Pyraser Stock-Car-Team e. V., Gründung 1978[22]
- Stammtisch-Verein Pyras, Gründung 1986

## Veranstaltungen
Aktuell: Diverse Veranstaltungen werden auf dem Gelände der Pyraser Landbrauerei abgehalten, hierzu zählen das jährliche Brauereifest, das Kinderfest, das seit 2009 jährlich stattfindende, eintägige Classic Rock-Festival namens Pyraser Classic Rock Night, sowie weitere Konzerte und Rocknächte. Zwischen dem 7. und 13. Oktober wird Kirchweih gemeinsam mit dem Nachbarort Eysölden gefeiert. Vom örtlichen Fußball- und Geselligkeitsverein „Stammtisch Pyras“ und der Freiwilligen Feuerwehr Pyras werden u. a. das jährliche Brunnenfest, das Sonnwendfeuer sowie eine Adventsfeier mit Aufstellung eines Orts-Christbaumes organisiert.
Historisch: Von 1978 bis Ende der 90er-Jahre befand sich nahe dem Ort, in Richtung Hilpoltstein, die Rennstrecke des „Pyraser Stock-Car-Teams“. Diese wurde, neben den Rennfahrern, von zahlreichen örtlichen Helfern und Zuschauern besucht. Aus Naturschutzgründen wurde die Strecke im Jahr 1998 stillgelegt. Die Rennstrecke befindet sich heute zwischen Aurau und Weinmannshof. Der Verein besteht weiterhin unter demselben Namen und feierte im Juli 2018 sein 40-jähriges Bestehen.